# Ain el-Gazala
Ain el-Gazala (in arabo  عين الغزالة‎?, ʿAyn al-Ghazāla, cioè Occhio della gazzella) è una località situata nella parte orientale della Libia, tra le città di Derna e Tobruch.

## Geografia fisica
La località si trova in pieno deserto, in fondo ad una profonda insenatura lungo il Golfo di Bomba, nel mar Mediterraneo
Secondo fonti FAO ad ʿAyn el-Gazāla si trovano impianti di piscicoltura basati sul pompaggio di acqua di mare a temperatura di 20-22 °C.

## Eventi storici
All'inizio della seconda guerra mondiale, la Libia era una colonia italiana e la località fu sede di un'importante battaglia.
Dal 20 giugno 1940 l'aeroporto era sede del 14º Stormo con il 44º Gruppo fino alla fine di luglio.